# نورمان نورتن
نورمان نورتن (11 مايو 1881 في جنوب أفريقيا - 27 يونيو 1968 في جنوب أفريقيا) (بالإنجليزية: Norman Norton)‏ هو لاعب كريكت جنوب أفريقي. شارك مع منتخب جنوب أفريقيا الوطني للكريكت.

## وصلات خارجية
- نورمان نورتن على موقع إي آس بي آن كريك إنفو (الإنجليزية)